# 귀인초등학교
귀인초등학교는 대한민국 경기도 안양시 동안구에 있는 공립 초등학교이다.

## 학교 연혁
- 1992년 3월 13일 : 귀인국민학교 27학급 설립인가
- 1993년 3월 1일 : 초대 여운철 교장 취임(교감 1명, 교사 9명 발령)
- 1996년 3월 1일 : 귀인초등학교로 개칭[2]
- 2015년 3월 2일 : 제8대 정갑룡 교장 취임
- 2020년 1월 10일 : 제27회 졸업식(남 182명, 여 161명, 계 343명)
- 2020년 9월 1일 : 제10대 전주열 교장선생님 부임
- 2021년 3월 2일 : 56학급 편성

## 참고 자료
- 귀인초등학교 - 한국교육학술정보원 학교알리미